# Zayd ibn Thàbit
Zayd ibn Thàbit ibn ad-Dahhak al-Ansarí (àrab: زيد بن ثابت بن الضحّاك الأنصاري, Zayd b. Ṯābit b. aḍ-Ḍaḥḥāk al-Anṣārī) fou un company ansar de Mahoma que va tenir un paper important en la compilació de l'Alcorà. Fou escrivà del Profeta. Després hauria fet les mateixes funcions per Abu-Bakr i Úmar. A Uthman li va donar suport fins al final. No va voler jurar a Alí ibn Abi-Tàlib (uns dels poc ansars que no ho van fer) i va tornar a l'administració sota Muàwiya I. La seva mort es va produir entre 662/663 i 675/676 segons quina sigui la font.